# Üzen Március
Az Üzen Március Andorka Péter első megjelent lemeze. Műfaja: rockoperai stílusú dalciklus, a szerző elnevezése szerint "zenés ünnepi játék". Az előadásban a Szentendrei Szimfonikusok és számos vendégművész mellett szólistaként közreműködtek Dévai Nagy Kamilla tanítványai, a Gável Testvérek együttes és a Misztrál együttes is. A művet a szerző 2014-15-ben átdolgozta, elhagyta a Koldusének és Európa csendes című számokat, visszaállította az eredeti prológust, valamint újrahangszerelte az egész darabot - több ponton vegyes kart is adva hozzá.

## Számok
1. Arany János: Koldusének
2. Petőfi Sándor: 15-dik március, 1848
3. Petőfi Sándor: Föltámadott a tenger
4. Arany János: Egy életünk egy halálunk
5. Arany János: Él -e még az Isten?
6. Petőfi Sándor: Csatában
7. Petőfi Sándor: Két ország ölelkezése
8. Petőfi Sándor: Hogy volna kedvem
9. Petőfi Sándor: A tavaszhoz
10. Petőfi Sándor: Európa csendes
11. Petőfi Sándor: Szörnyű idő
12. Kányádi Sándor: T. Á. sírjára
13. Juhász Gyula: A vén cigánynak
14. Wass Albert: Sóhaj
15. Damjanich utolsó levele
16. Arany János: Magányban
17. Wass Albert: A bujdosó imája

## Külső hivatkozások
- Andorka Péter honlapja. (Hozzáférés: 2010. június 7.)